# Vall de Colieto

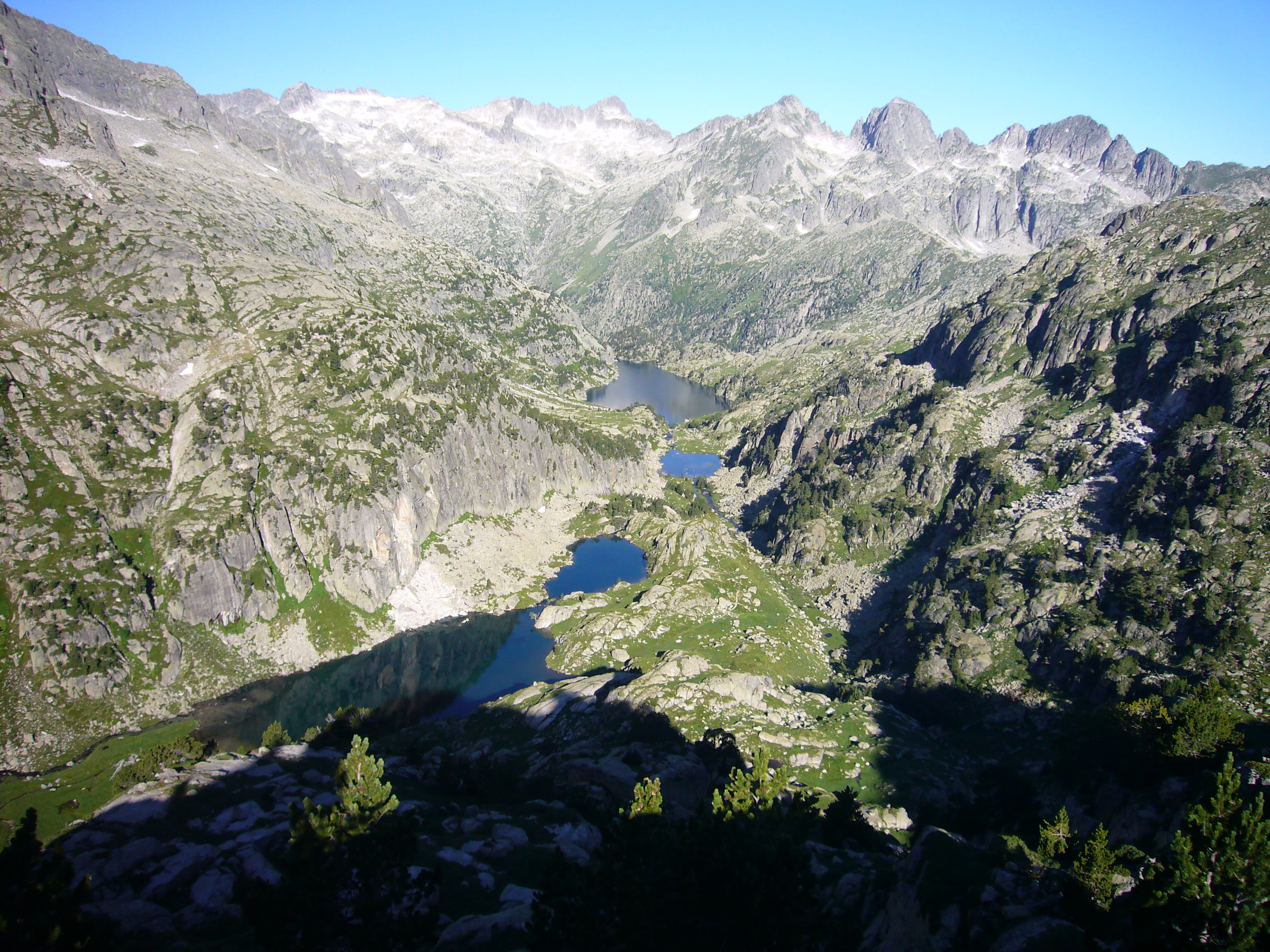
Estanys Gran de Colieto, de Colieto i Negre, vistos des del Bony dels Estanys de Colieto.

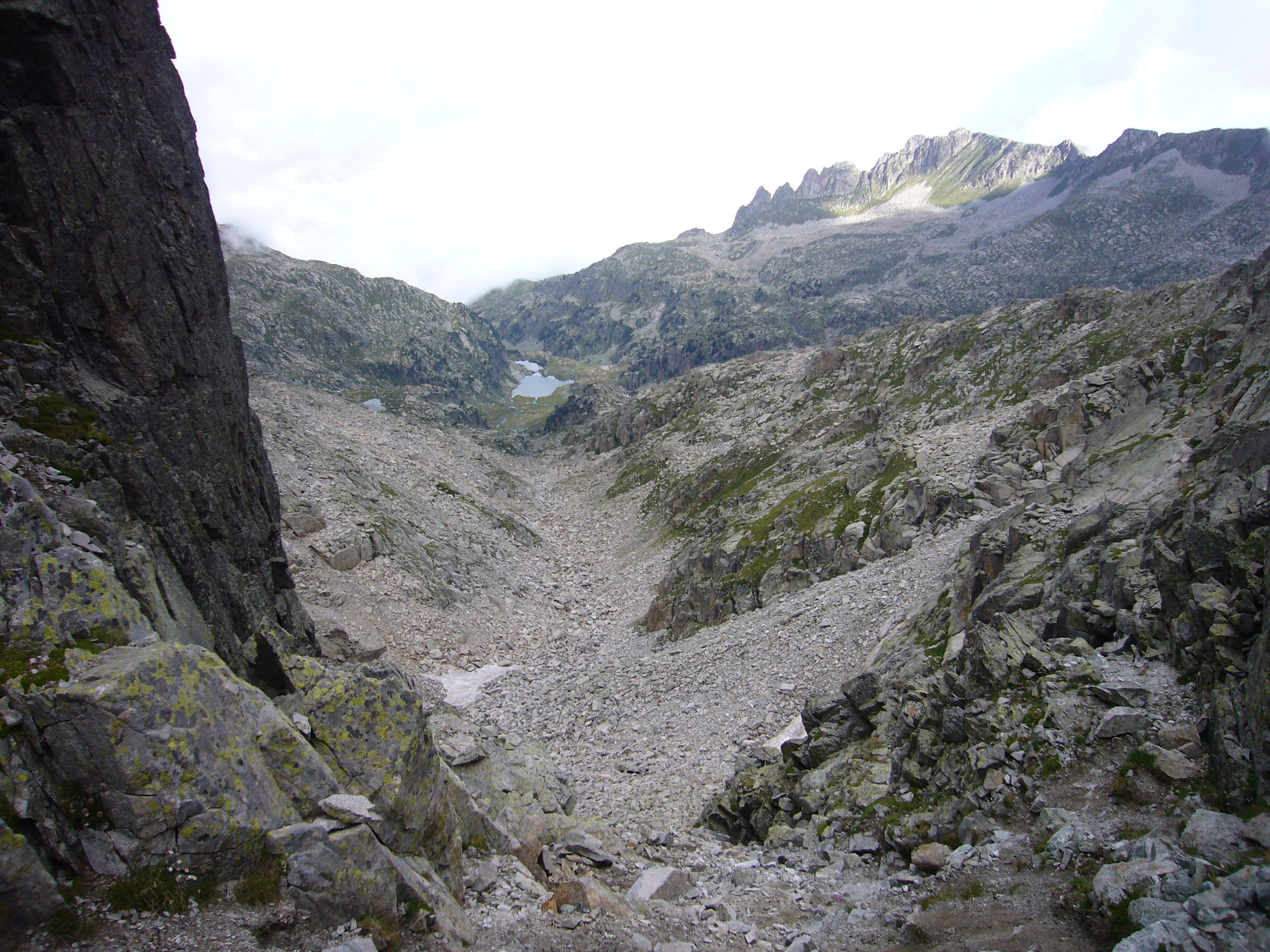
Vall de Colieto vista des del Collet de Contraix.

La Vall de Colieto és una vall d'origen glacial de la Capçalera de Caldes. Es troba dins del terme municipal de la Vall de Boí, a l'Alta Ribagorça, i dins del Parc Nacional d'Aigüestortes i Estany de Sant Maurici.
Colieto «sembla un nom preromà d'etimologia incerta».

## Geografia
La vall es troba per sobre dels 2.150 metres, la seva superfície aproximada és de 7,25 km² i el seu perímetre té uns 11 km.
L'Estany Negre, punt central de la Capçalera de Caldes, és el lloc on la Vall de Colieto desaigua per occident. Les parets dels Pics de Comalespada al sud, i de les Agulles de Travessani al nord-est, conformen l'estreta porta de entrada a la vall que s'obre cap al sud-est. És en aquest punt, al peu d'agulles, on s'alça el Refugi Joan Ventosa i Calvell (2.214 m).
La carena que envolta la vall, fent frontera amb la Capçalera de Caldes, s'aixeca des de la seva desembocadura en direcció nord-est, passa per les Agulles de Travessani (2.733,0 m). i, al arribar al Pic de Travessani (2.754,7 m), gira cap a l'est, direcció el Pic Nord de Travessani (2.736,4 m). A partir d'aquest últim punt, la carena, limitant amb el Circ de Colomèrs de la Vall d'Aiguamog, pren direcció est-sud-est, passa pel Tuc de Lhuçà (2.777,7 m) el Pic de la Tallada Llarga (2.747,9 m) i el Tuc de Balaguera (2.752,8 m); en el Tuc de Serreta (2.746.5 m) vira direcció sud-sud-est i descendeix cap al Pòrt de Colomèrs (2.603,4 m), on torna a pujar, passant per la Tuqueta deth Pòrt (2.798,3 m) fins a arribar a la Creu de Colomèrs (2.894,9 m). Limitant amb la Vall de Contraix, la cresta pren direcció oest fins al Pic de l'Estany de Contraix (2.892,7 m), on torna a virar cap al sud-oest, baixant cap al Collet de Contraix (2.748,0 m) i pujant al Pic de Contraix (2.958,0 m), per davallar al Coll de Colieto (2.807,2 m), on pren rumb oest. A partir dels Crestells de Colieto (2.967,1 m), la carena, que es prolonga en direcció nord-oest, limita amb la Vall de Comalesbienes, passa pel Coll de Comalesbienes (2.818,2 m), gira cap a l'oest fins a arribar gairabé a la Punta Alta de Comalesbienes (3.014 m). Abans d'arribar al "tres mil", limitant novament amb la Capçalera de Caldes, la carena gira cap al nord per trobar el Coll Arenós (2.790,7 m) i el Cap Brau (2.831,2 m), girar cap al nord-oest i buscar els Pics de Comalespada (2.831,6 m), i 2.830,2 on és la seva cara nord la que finalment descendeix cap a l'entrada de la vall.
Fora de la carena que delimita la vall, tan sols cal remarcar una elevació, en la zona central de la val: el Bony dels Estanyets de Colieto (2.423,5 m), situat a llevant de la Pleta de Colieto.
En el sector meridional es troba l'estany més alt de la vall: és el Blau de Colieto (2.483 m), que juntament amb el seu veí nord-occidental: l'Estany de la Roca (2.397 m), alimenten per l'esquerra el barranc que baixa del Collet de Contraix, que desemboca en l'extrem sud-oriental de l'Estany Gran de Colieto (2.186 m). En el sector oriental, a llevant del Bony dels Estanyets de Colieto, els Estanys de Colieto (2.372 m) alimenten a l'Estany Tort de Colieto (2.369 m) que, juntament amb altres estanyets, alimenten el barranc que desemboca a l'Estany Gran de Colieto per llevant. En la boca de la vall, revèn les aportacions de l'Estany Gran de Colieto i drenàn cap l'Estany Negre, es troba el Bassot de Colieto (2.154 m). Per acabar, per damunt del Bassot, al sud-sud-est, es troba l'Estanyet de l'Obaga (2.355 m); que recull les aigües del vessant oriental dels Pics de Comalespada i drena cap l'Estany Negre.

## Rutes[39]
El camí que s'endinsa dins la vall té el seu inici en el Refugi Joan Ventosa i Calvell. El corriol, planer en els seus primers metres, declina ràpidament i es transforma en tartera abans d'arribar al Bassot de Colieto. Des d'aquest punt, el camí planeja, alternant terra i tartera, fins que s'enfila per arribar a la Pleta de Colieto, on un petit bony del terreny s'alça a la dreta del sender, en la zona més estreta de l'estany. Més enllà del límit de la pleta, una barreja de blocs granítics, pastures i pedres, amb uns pocs arbres i arbustos dispersos, dominen el paisatge; més amunt, els pocs arbres i arbustos comencen a escassejar, per desaparèixer al voltant dels 2.400 metres; en els punts més alts, fins i tot les pastures deixen lloc, en exclusivitat, als grans blocs granítics i a roques de totes les mides. Al sud-est de l'estany, en el límit del pletiu, acaba el tram comú de les rutes principals que discorren per la vall:
- Vall de Contraix pel Collet de Contraix. Aquesta ruta segueix el tàlveg de la vall, i coincideix amb l'etapa de la travessa Carros de Foc que uneix el Refugi Joan Ventosa i Calvell amb el d'Estany Llong. És d'aquesta ruta central d'on parteixen les altres rutes. Gairebé arribant al Collet de Contraix es pot iniciar l'ascens al Pic de Contraix.
- Punta Alta de Comalesbienes. La variant comença en el punt on acaba el tram comú, pren direcció sud per buscar l'Estany de la Roca i remuntar cap al Coll Arenós al sud-oest, on comença l'assalt final al tres mil.
- Circ de Colomèrs pel Pòrt de Colomèrs. Aquesta alternativa abandona el tàlveg al sud del Bony dels Estanyets de Colieto i segueix direcció est, per girar després cap al nord-est i vorejar la riba oriental de l'Estany Tort de Colieto, i buscar finalment el coll a llevant.
- La Creu de Colomèrs. Aquest ascens se separa de la ruta anterior al trobar l'Estany Tort de Colieto, on continua cap a l'est-sud-est.
- Estany Blau de Colieto. Aquesta variant se separa a mig camí del Collet de Contraix, on agafa direcció sud-oest primer i sud després.